# SPIP
SPIP (Frans voor Système de publication pour l'internet partagé) is een publicatiesysteem ontwikkeld door de Franse organisatie Minirézo om hun website uZine te beheren. Ze stellen het ter beschikking aan iedereen als vrije software onder de GPL. Men kan het vrij gebruiken voor elke website, of het nu een persoonlijke, gezamenlijke, institutionele of commerciële website is.